# Pomnik Zwycięstwa w Parku Manitiusa w Poznaniu
Pomnik Zwycięstwa – dwubryłowy pomnik w formie obelisku i steli, zlokalizowany w Poznaniu, w południowej części Parku Manitiusa, w pobliżu ulic Reymonta i Taborowej.
Na poziomym elemencie (steli) zostały wyrzeźbione wyobrażenia rycerzy na koniach i napis Grunwald 1410 (od strony południowej), a także podobizny czołgów i żołnierzy oraz data 9 V 1945 (od strony północnej, czyli od strony wnętrza parku).
Projektantem pomnika był Ryszard Skupin, a odsłonięcie nastąpiło 9 maja 1968 z okazji Dnia Zwycięstwa. Obiekt stoi w pobliżu dawnych koszar ZOMO i ośrodka sportowego ówczesnego milicyjnego klubu Olimpia. Park Manitiusa nosił także wówczas nazwę Park Zwycięstwa.